# Maričíjásana
Maričíjásana, řidčeji „pozice pána ryb“ je jednou z rotačních ásan.

## Etymologie
Mariči byl pradědeček Manu (doslovně to znamená záblesk světla).

## Pozice
(pozice má několik verzí)
1. Začíná se v poloze vzpřímeného sedu, kdy si založíme poloviční lotos. Koleno v lotosu tlačí k zemi.
2. Paži, kde je založený lotos, se uchopí chodidlo z vnější strany (nárt nebo lýtko) k protažené druhé noze.
3. Volná ruka se obtočí kolem zad a snaží se uchopit s výdechem za opačné tříslo. Pracuje se s dechem, tj. vytáčí se boky a natahuje trup,
4. záda se narovnají a hrudník se otevírá. Pohled směřuje buď na chodidlo, popř. za sebe.

Jednodušší varianta: obě nohy protažené, uchopí se nárt z vnější strany vzdálenější nohy, zvede noha tak vysoko, aby paže byla vodorovně s podložkou a druhá ruka jde do upažení za zády.